# 水酸燐灰石
水酸燐灰石（すいさんりんかいせき、hydroxyapatite, HAP、水酸アパタイト、ヒドロキシアパタイト、ハイドロキシアパタイト）は、燐灰石のうち、1価の陰イオンとして水酸基を主に含むものの総称。ヒトをはじめとする脊椎動物の歯や骨といった硬組織の主要構成成分である。
幾つかの前駆体の存在が知られており、アモルファス相リン酸カルシウム (ACP)、リン酸第8カルシウム(OCP)、リン酸第3カルシウムβ相 (β-TCP)、リン酸一水素カルシウム二水和物（DCPD, ブルッシャイト）などがあげられる。

また、バイオマテリアルの重要な原材料である。
鉱物としては、堆積岩中や、グアノの主成分、フッ素燐灰石の仮晶として産出することが多い。結晶として産出してもフッ素燐灰石など他の燐灰石を含むことが多く、端成分としての結晶は希少である。